# Evina Westbrook
Evina J. Westbrook (Albany, 28 settembre 1998) è una cestista statunitense, professionista nella WNBA.

## Carriera
È stata selezionata dalle Seattle Storm al secondo giro del Draft WNBA 2022 (21ª scelta assoluta).